# Коцмыжув-Любожица (гмина)
Коцмыжув-Любожица (пол. Kocmyrzów-Luborzyca) — сельская гмина (волость) в Польше, входит как административная единица в Краковский повет, Малопольское воеводство. Административным центром гмины является село Любожица.
Население — 13 046 человек (на 2004 год).

## Демография
| Перепись                       | Всего   | Всего | Женщины | Женщины | Мужчины | Мужчины |
| ------------------------------ | ------- | ----- | ------- | ------- | ------- | ------- |
| Единицы                        | человек | %     | человек | %       | человек | %       |
| Население                      | 13 046  | 100   | 6668    | 51,1    | 6378    | 48,9    |
| Плотность населения (чел./км²) | 158,1   | 158,1 | 80,8    | 80,8    | 77,3    | 77,3    |

## Сельские округа
1. Баранувка
2. Чулице
3. Дояздув
4. Глембока
5. Гоща
6. Гошице
7. Карнюв
8. Коцмыжув
9. Кшиштофожице
10. Любожица
11. Лососковице
12. Лучице
13. Мацеёвице
14. Маршовице
15. Петшеёвице
16. Прусы
17. Раваловице
18. Садове
19. Скшешовице
20. Сулехув
21. Викторовице
22. Вилькув
23. Воля-Любожицка
24. Высёлек-Любожицки
25. Застув

## Соседние гмины
1. Гмина Ивановице
2. Гмина Конюша
3. Краков
4. Гмина Михаловице
5. Гмина Сломники